# 群馬県の図書館一覧
群馬県の図書館一覧（ぐんまけんのとしょかんいちらん）とは、群馬県にある図書館・図書室を市部・郡部別にまとめたものである（学校図書館を除く）。

## 市部

### 前橋市
- 群馬県立図書館
- 群馬県立点字図書館
- 前橋市立図書館
  - 上川淵分館
  - 桂萱分館
  - 芳賀分館
  - 清里分館
  - 大胡分館
  - 元総社分館
  - 富士見分館
  - 南橘分館
  - 城南分館
  - 総合教育プラザ分館
  - 下川淵分館
  - 粕川分館
  - 宮城分館
  - 総社分館
  - 東分館
- 群馬大学総合情報メディアセンター図書館
  - 群馬大学総合情報メディアセンター図書館医学分館
- 群馬県立県民健康科学大学附属図書館
- 群馬医療福祉大学図書館
- 共愛学園前橋国際大学図書館
- 前橋工科大学附属図書館
- 明和学園短期大学図書館

### 高崎市
- 群馬県立土屋文明記念文学館
- 高崎市立図書館
  - 高崎市立中央図書館
  - 高崎市立箕郷図書館
  - 高崎市立群馬図書館
  - 高崎市立新町図書館
  - 高崎市立榛名図書館
  - 高崎市立山種記念吉井図書館
- 群馬パース大学附属図書館分館
- 上武大学附属図書館分館
- 創造学園大学図書館
- 高崎経済大学附属図書館
- 高崎健康福祉大学図書館
  - 高崎健康福祉大学図書館分館
- 高崎商科大学図書館
- 新島学園短期大学附属図書館
- 育英短期大学図書館

### 桐生市
- 桐生市立図書館
  - 桐生市立新里図書館
- 群馬大学総合情報メディアセンター図書館工学分館

### 伊勢崎市
- 伊勢崎市図書館
  - 伊勢崎市赤堀図書館
  - 伊勢崎市あずま図書館
  - 伊勢崎市境図書館
- 上武大学附属図書館
- 東京福祉大学附属茶屋四郎次郎記念図書館

### 太田市
- 太田市立図書館
  - 太田市立尾島図書館
  - 太田市立新田図書館
  - 太田市立藪塚本町図書館
- 太田市美術館・図書館
- 関東学園大学松平記念図書館

### 沼田市
- 沼田市立図書館

### 館林市
- 館林市立図書館
- 関東短期大学松平記念図書館

### 渋川市
- 渋川市図書館
  - 渋川市立図書館
  - 渋川市立北橘図書館

### 藤岡市
- 藤岡市立図書館

### 富岡市
- 富岡市図書館

### 安中市
- 安中市図書館
  - 安中市松井田図書館

### みどり市
- みどり市立図書館
  - みどり市立笠懸図書館
  - みどり市立大間々図書館
- 桐生大学図書館

## 郡部

### 北群馬郡
吉岡町
- 吉岡町図書館

### 多野郡
上野村
- 上野村図書館

神流町
- 神流町図書館

### 甘楽郡
甘楽町
- 甘楽町図書館

### 吾妻郡
中之条町
- 中之条町ツインプラザ図書館

草津町
- 草津町立温泉図書館

高山村
- 群馬パース大学附属図書館

### 佐波郡
玉村町
- 玉村町立図書館

### 邑楽郡
板倉町
- 東洋大学附属図書館板倉図書館

明和町
- 明和町立図書館

千代田町
- 千代田町立図書館
  - 千代田町山屋記念図書館

大泉町
- 大泉町立図書館

邑楽町
- 邑楽町立図書館